# Reynaldo Hahn

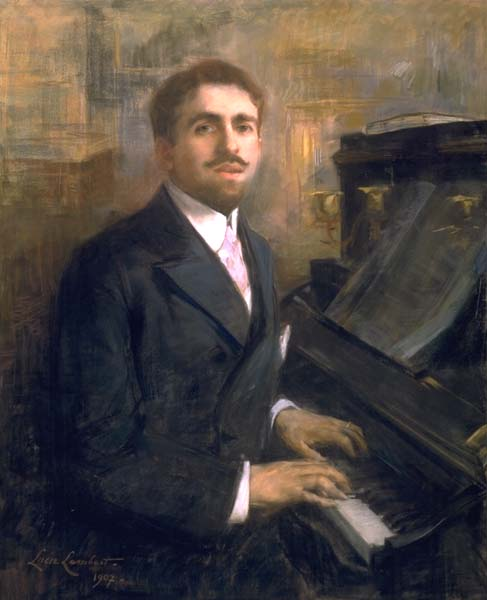
Portret van Reynaldo Hahn door Lucie Lambert (1907)

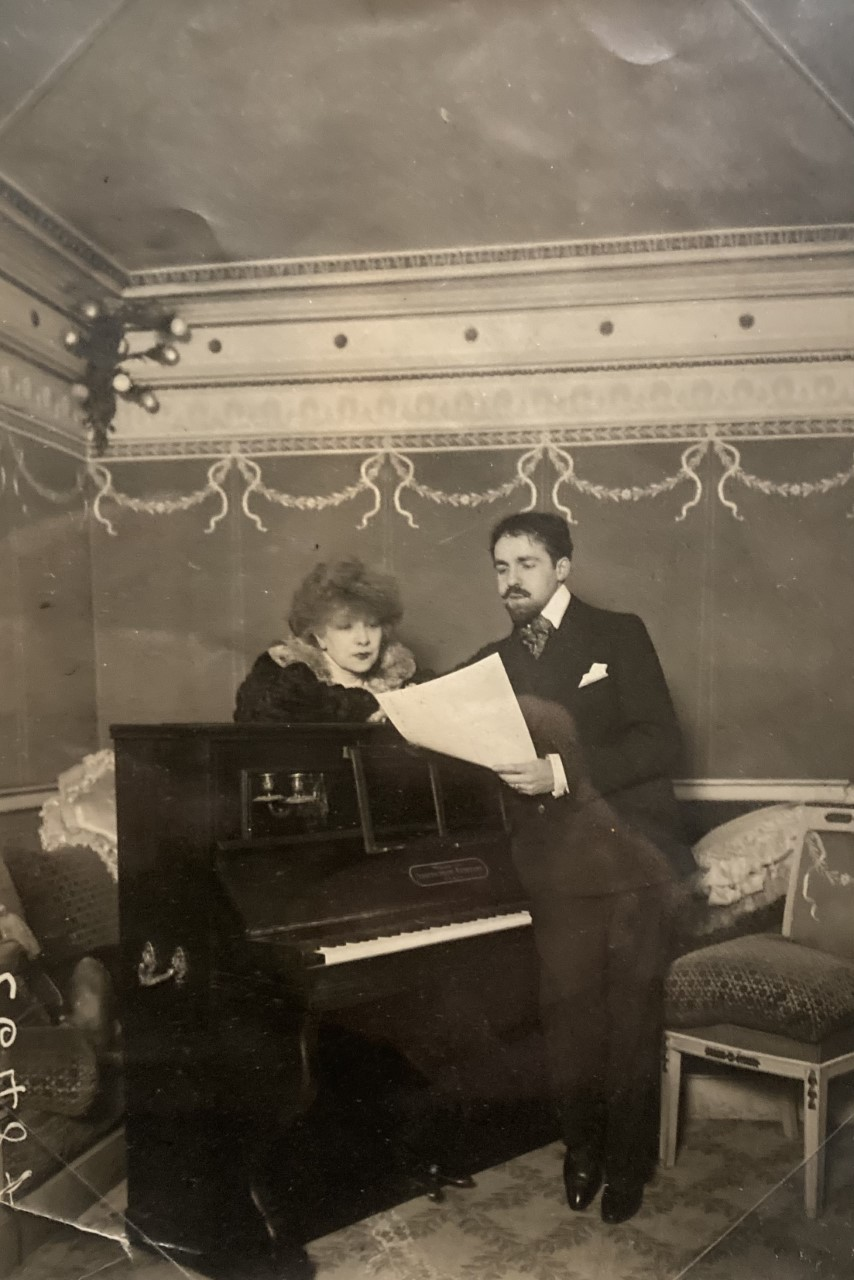
Met Sarah Bernhardt in 1905

Reynaldo Hahn (Caracas, Venezuela, 9 augustus 1874 - Parijs, 28 januari 1947) was een Franse componist, pianist, dirigent en muziekcriticus. Zijn vader was een zakenman en ingenieur van Duits-Joodse afkomst, zijn moeder een Venezolaanse. Het (grote) gezin woonde vanaf 1878 in Parijs en verkreeg de Franse nationaliteit.

## Levensloop
De jonge Reynaldo kreeg al vroeg pianolessen en leerde heel snel. Toen hij tien jaar oud was, ging hij naar het Conservatoire national supérieur de musique in Parijs en werd een medestudent van onder anderen Maurice Ravel. Hij kreeg celloles bij Théodore Dubois, solfège en muziektheorie bij Albert Lavignac, de uitvinder van het muziekdictee, en compositie bij Charles Gounod, wiens muziek hij adoreerde. De invloed van Gounod was van korte duur, want Hahn kreeg al snel compositieles van Jules Massenet.
Hahn waardeerde Massenet vooral omdat die nooit zijn wil oplegde aan zijn studenten. Hij drong er op aan toch vooral de eigen emotie, temperament, karakter en stijl in hun muziek toe te passen. Hahn dacht zijn leven lang met veel genegenheid en dankbaarheid terug aan Massenet.
Hahn werkte eerst als dirigent vooraleer hij zich op het componeren toelegde. Hij voelde zich aangetrokken tot het vakmanschap van componisten als Ludwig van Beethoven en Johann Sebastian Bach. Illustratief is het verhaal dat een organist uit de provincie een brief naar Hahns uitgever stuurde voor wat meer informatie over die Piano Sonatine van de "zeventiende-eeuwse componist" Reynaldo Hahn.
Hahn was een groot bewonderaar van Wolfgang Amadeus Mozart. Hij voerde veel van hem uit. Zijn smaak reikte van Giovanni Pierluigi da Palestrina via Joseph Haydn tot Richard Wagner. In tegenstelling tot Claude Debussy, waar hij vreemd genoeg niets mee had en wiens muziek hij 'bespottelijk vond, was hij een fervent bewonderaar van Ravel. Een enorme affectie had hij ook met Robert Schumann wiens Lieder hij de perfecte synthese vond van literatuur en muziek. Hij componeerde zelf ook veel liederen op teksten van onder anderen Victor Hugo en Paul Verlaine. Hij schreef verder opera's, kamermuziek, balletten, toneelmuziek en orkestwerken. Net als zijn leraar Massenet was ook Hahn behoorlijk conservatief en hij is na zijn overlijden daardoor vrijwel onbekend gebleven bij het grote publiek.

## Vriendschap met Marcel Proust
Hahn kreeg begin twintigste eeuw meer bekendheid door zijn (vermoedelijk homoseksuele) relatie met de beroemde schrijver Marcel Proust. Tot de dood van Proust in 1922 hadden ze een hechte intieme relatie. In zijn postuum uitgegeven roman Jean Santeuil portretteert Proust Hahn. Hahn zelf was ook een kenner van vooral de Franse literatuur. Door zijn vriendschap met Proust werd hij een belangrijk muziekcriticus die bekend stond om zijn welbespraakte en gewaardeerde recensies over bekende persoonlijkheden uit die tijd. Hij was ook muziekrecensent voor de Parijse krant Le Figaro en auteur van boeken over muziek.
In 1940 vluchtte Hahn vanwege zijn joodse afkomst uit Parijs naar Cannes. Hij keerde in 1945 terug om de muzikale leiding op zich te nemen van de Opéra national de Paris. Tot en met zijn dood in 1947 bleef hij, ondanks het feit dat hij zijn vriend Proust enorm miste, een flamboyante persoonlijkheid.

## Pianoconcert in E (1931)
Hahn voltooide zijn enige pianoconcert toen hij 55 was. Hij schreef het in een tijd dat hij door het grote publiek als een relikwie uit een voorbije periode werd gezien. Debussy was al 13 jaar dood en Ravel had zijn twee beroemde impressionistische pianoconcerten al geschreven. Hahns pianoconcert uit 1931 klinkt als zeer gedateerd. Het heeft een tijdsduur van een klein halfuur met drie losse delen: Improvisation: modéré très librement - Danse: Vif - Rêverie, Toccata et Finale: Lent, Gai, Allegro.
In 1937 heeft hij er nog een opname van gemaakt met aan de piano Magda Tagliaferro, aan wie hij het stuk had opgedragen. Vijftig jaar na zijn dood is het pianoconcert opnieuw opgenomen door Stephen Coombs in de serie The Romantic Piano Concerto van Hyperion. De enige partituur die er nog van bestond, kwam uit de VS. Het was het exemplaar dat Hahn zelf had gebruikt tijdens de opname van 1937; handgeschreven met overal coupures en aantekeningen met een blauwe pen en verschillende pagina’s aan elkaar geplakt.

## Composities

### Werken voor orkest
- 1893 Nuit d'amour bergamasque, symfonisch gedicht
- 1898 Marine, voor kamerorkest
- 1928 Concerto, voor viool en orkest
- 1931 Concerto, voor piano en orkest
- 1942 Concerto, voor vijf instrumenten en orkest

### Werken voor harmonieorkest
- 1906 Le bal de Béatrice d'Este, suite voor harmonieorkest, twee harpen en piano
- 1910 La fête chez Thérèse, ballet-pantomime
- 1915 Les jeunes lauriers, marche militaire
- Ouverture-fantasie uit de operette "Ciboulette", bewerking door Roger Boutry

### Oratoria
- 1888-1933 Le pauvre d'Assise, oratorium naar de 'légende' van Georges Rivollet

### Muziektheater

#### Opera's
| Voltooid in | titel                                                  | aktes        | première                                | libretto                                             |
| ----------- | ------------------------------------------------------ | ------------ | --------------------------------------- | ---------------------------------------------------- |
| 1893        | Agénor                                                 | (onvoltooid) |                                         |                                                      |
| 1898        | L'Île du rêve                                          | 3 aktes      | 23 maart 1898, Parijs, Opéra-Comique    | André Alexandre en Georges Hartmann naar Pierre Loti |
| 1901        | La pastorale de Noël «Mystère de Noël»                 | 3 aktes      | 1908, Parijs                            | Léonel de La Tourasse en Gaylly de Taurines          |
| 1902        | La Carmélite                                           | 4 aktes      | 16 december 1902, Parijs, Opéra-Comique | Catulle Mendès                                       |
| 1919        | Nausicaa                                               | 2 aktes      | 10 april 1919, Monte Carlo              | René Fauchois                                        |
| 1919        | Fête triomphale                                        | 3 aktes      | 14 juli 1919, Parijs, Opéra Garnier     | St Georges de Bouhélier                              |
| 1921        | La Colombe de Bouddha                                  | 1 akte       | 21 maart 1921, Cannes                   | André Alexandre                                      |
| 1925        | Mozart                                                 | 3 aktes      | 2 december 1925, Parijs                 | Sacha Guitry                                         |
| 1926        | Le Temps d'aimer                                       | 3 aktes      | 1926, Parijs                            | Hugues Delorme, Henri Duvernois en Pierre Wolff      |
| 1926        | La Reine de Sheba                                      |              | 1926                                    |                                                      |
| 1935        | Le marchand de Venise                                  | 3 aktes      | 25 maart 1935, Parijs, Opéra Garnier    | Miguel Zamacoïs naar William Shakespeare             |
| 1936        | Beaucoup de bruit pour rien                            | 4 aktes      |                                         | J. Sarment naar William Shakespeare                  |
| 1949        | Le Oui des jeunes filles; orkestratie van Henri Büsser | 3 aktes      | 21 juni 1949, Parijs, Opéra-Comique     | René Fauchois naar Leandro Fernández de Moratín      |

#### Operettes
| Voltooid in | titel                                                                                 | aktes   | première                                               | libretto                               |
| ----------- | ------------------------------------------------------------------------------------- | ------- | ------------------------------------------------------ | -------------------------------------- |
| 1914        | Miousic; (samen met: Camille Saint-Saëns, André Messager, en Alexandre Charles Lecocq | 2 aktes | 22 maart 1914, Parijs                                  | Paul Ferrier                           |
| 1923        | Ciboulette                                                                            | 3 aktes | 7 april 1923, Parijs                                   | Francis de Croisset en Robert de Flets |
| 1930        | Brummell                                                                              | 3 aktes | 20 januari 1931, Parijs                                | Robert Dieudonné en Rip                |
| 1933        | Ô mon bel inconnu                                                                     | 3 aktes | 12 oktober 1933, Parijs, Théâtre des Bouffes-Parisiens | Sacha Guitry                           |
| 1935        | Malvina                                                                               | 3 aktes | 1935, Parijs                                           | Maurice Donnay en Henri Duvernois      |

#### Balletten
| Voltooid in | titel                 | aktes | première | libretto                            | choreografie  |
| ----------- | --------------------- | ----- | -------- | ----------------------------------- | ------------- |
| 1892        | Fin d'amour           |       |          | naar Eugène Berrier                 |               |
| 1910        | La fête chez Thérèse  |       |          | Catulle Mendès                      |               |
| 1911        | Le dieu bleu          |       |          | Jean Cocteau en Frédéric de Madrazo | Michel Fokine |
| 1912        | Le bois sacré         |       |          |                                     |               |
| 1937-1938   | Aux bosquets d'Italie |       |          | A. Hermant                          |               |

#### Revue
| Voltooid in | titel     | aktes   | première     | libretto                          |
| ----------- | --------- | ------- | ------------ | --------------------------------- |
| 1926        | Une revue | 2 aktes | 1926, Parijs | Maurice Donnay en Henri Duvernois |

#### Toneelmuziek
- 1925 Degas, spectacle de danses

### Werken voor koor
- 1904 L'Obscurité, voor gemengd koor - tekst: Victor Hugo
- 1908 Prométhée triomphant, koraal voor solisten, gemengd koor en orkest - tekst: Paul Reboux
- 1926 Noctem Quietam, voor tenor en gemengd koor

### Vocale muziek
- 1887-1890 Chansons grises, liederen-cyclus voor sopraan en piano - teksten: Paul Verlaine
- 1890 Rêverie, lied naar een gedicht van Victor Hugo
- 1892-1899 Rondels, liederen-cyclus voor solo-zang en piano naar gedichten van Charles d'Orléans, Théodore de Banville, Catulle Mendès
- 1896 Les Bretonnes, duo voor twee vrouwenstemmen en gemengd koor naar een gedicht van Charles de Goffic
- 1897 Agnus Dei, voor bariton en sopraan
- 1902 O Fons Bandersiae!, fragment van een ode voor sopraan solo en vrouwenkoor
- 1938 Tu es Petrus, motet voor bas, gemengd koor en orgel

### Kamermuziek
- 1896 Pianotrio
- 1903 Sarabande, thema en variaties voor klarinet en piano
- 1905 Pavane d'Angelo, voor fluit, piccolo, klarinet, gitaar, harp (of piano) en strijkkwintet naar een drama van Victor Hugo
- 1906 Variaties over een thema van Mozart, voor fluit en piano
- 1906  Nocturne, pour violon et piano
- 1911 Deux improvisations sur des airs irlandais, voor cello en piano
- 1921 Pianokwintet
- 1923 Strijkkwintet
- 1926 Sonate en do majeur, voor viool en piano
- 1931 Divertissement pour une fête de nuit, voor strijkkwartet
- 1936 Eglogue, trio voor blazers
- 1937 Soliloque et forlane, voor altviool en piano
- 1939 Romance, voor fluite, altviool en cello
- 1939 Strijkkwartet in a-mineur
- 1943 Strijkkwartet in F-majeur
- 1946 Troisième Quatuor (Pianokwartet), voor viool, altviool, cello en piano

### Werken voor piano
- 1889 Suite concertante
- 1890 Les impressions
- 1891 Notturno alla italiana
- 1893 3 préludes sur des airs populaires irlandais, voor piano vierhandig
- 1894-1896 Portraits de peintres, stukken voor piano naar gedichten van Marcel Proust
- 1917 Le Ruban dénoué, 12 walsen voor twee piano's

### Filmmuziek
- 1934 La dame aux camelias - C'est à Paris
- 1934 Sapho